# Сатмарские хасиды

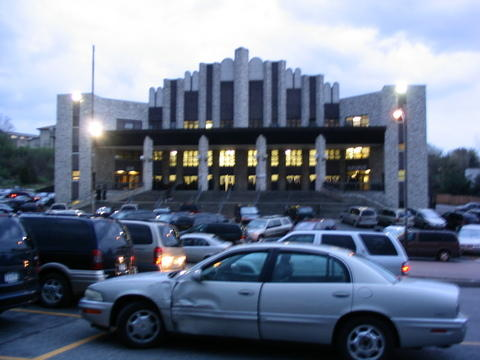
Главная синагога в Кирьяс-Джоэль.

Сатмар (ивр. סאטמאר или סאטמר‎) — группа хасидов, основанная в 1905 году раввином Йоэлем Тейтельбаумом в городе Сатмарнемети (венг. Szatmárnémeti) в Парциуме (сейчас — Сату-Маре, Румыния). После Второй мировой войны община была восстановлена в Нью-Йорке, и стала одним из крупнейших хасидских движений в мире. После смерти Йоэля его сменил племянник, Моше Тейтельбаум. После смерти последнего в 2006 году династия разделена между двумя его сыновьями, Аароном Тейтельбаумом и Зальманом Тейтельбаумом. Сатмарские хасиды резко выступают против сионизма.

## 1905—1946

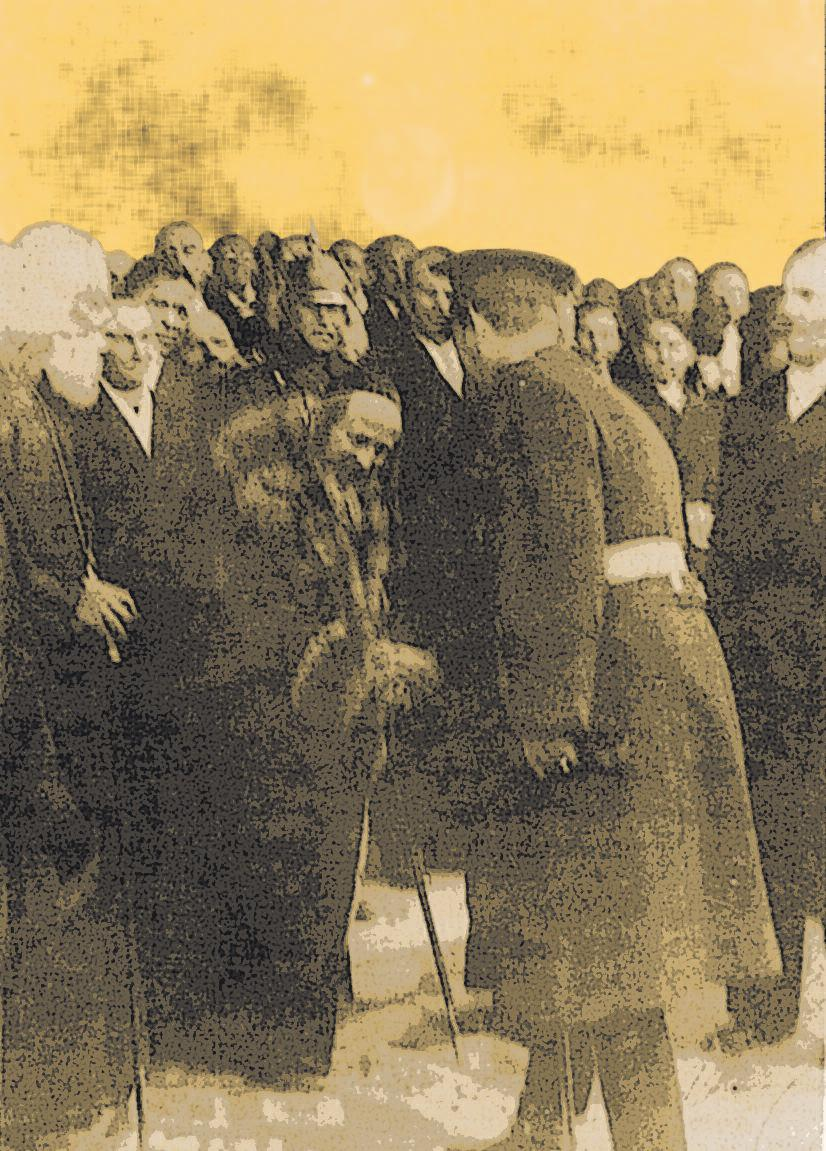
Йоэль Тейтельбаум и король Румынии Кароль II, 1936.

После смерти в 1904 году Хананьи-Йонтэв-Липы Тейтельбаума, главного раввина Сигетской хасидской династии, его должность yнаследовал старший сын, Хаим-Цви Тейтельбаум. Небольшая часть его хасидов предпочла в качестве наследника второго сына, Йоэля Тейтельбаума. Младший брат оставил Сигет 8 сентября 1905 года, и поселился в Сату-Маре (на идише: Сатмар), где начал привлекать новых приверженцев в дополнение к старым сторонникам. Венгерский журналист Дешо Шон, который исследовал династию раввинов Тейтельбаум в 1930 году, писал, что в то время Йоэль стал называть себя «Сатмарский ребе». Сами сатмарские хасиды на своем диалекте идиша произносят имя и фамилию ребе как Йойл Тайтлбоум (в литературном идише Йойл Тейтлбойм).
С годами влияние Йоэля возросло. В 1911 году он получил свой первый раввинский пост: был назначен главным раввином Иршавы. В 1921 году северо-восточные регионы Венгрии, которые были густо заселены ортодоксальными евреями, были переданы Чехословакии и Румынии в соответствии с условиями Трианонского договора. Многие сигетские хасиды, будучи не в состоянии регулярно посещать двор Хаима Цви, перешли в общину его брата. В 1925 году Тейтельбаума назначили главным ортодоксальным раввином Карей. 21 января 1926 года Хаим Цви Тейтельбаум неожиданно умер. В то время официально его преемником стал его четырнадцатилетний сын Йекусил-Иегуда Тейтельбаум (II), последователи Хаима-Цви приняли Йоэля в качестве своего лидера, и он стал главой династии во всём, кроме названия.
В 1928 году Йоэль был избран главным ортодоксальным раввином Сату-Маре. Назначение стало результатом острой борьбы внутри еврейской общины, и он принял пост в только 1934 году. В межвоенные годы он стал заметной фигурой в ортодоксальных кругах, занимая непримиримую позицию против модернизации. Йоэль был ярым противником как сионизма, так и ортодоксального движения Агудат Исраэль по возвращению евреев в Страну Израиля.
19 марта 1944 года немецкая армия вошла в Венгрию. Еврейское население, которое ещё не было полностью уничтожено, было сконцентрировано в Сатмарском гетто для последующей депортации в концентрационные лагеря. Тейтельбаум пытался успокоить запуганных людей, которые не имели возможности покинуть страну, утверждая, что они будут спасены благодаря их религиозным заслугам.
Однако после вторжения немцев Тейтельбаум был выкуплен своими преданными последователями за огромный выкуп. Его имя было включено в список пассажиров так называемого «поезда Кастнера». Он прибыл в Швейцарию в ночь с 7 на 8 декабря 1944 года, и вскоре отправился в подмандатную Палестину. Многие из оставшихся в Венгрии его последователей были убиты нацистами. После смерти своей дочери в Иерусалиме он 26 сентября 1946 года решил переехать в США.

## 1947—1979
Переселившись в США, Тейтелбаум поселился в Вильямсбурге (Бруклин) с маленькой группой последователей и восстановил общину, которая была уничтожена во время Холокоста.
Эмиграция в Америку позволила ему осуществить свои взгляды: отделение религии от государства позволило сатмарцам (как и другим еврейским общинам) образовать независимые общины, в отличие от общин в Центральной Европе, которые регулировались государственными структурами.
Община быстро росла и привлекала новых последователей. Согласно опросу 1961 года, Вильямсбургская община насчитывала 4 500 членов. Из 860 семей, около 40 % до войны не были ни сатмарскими, ни сигетскими хасидами. В 1968 году сатмарская община была самой большой среди других хасидских групп, и насчитывала 1300 семей в Нью-Йорке. Кроме того последователи Тейтелбаума жили и в других штатах, а также за пределами США.
Рабби Йоэль поощрял своих последователей (многие из которых были иммигрантами из Австро-Венгрии и родной язык которых был немецкий или венгерский), использовать идиш для полной изоляции от внешнего мира. Согласно Брюсу Митчелу, Йоэль был «наиболее влиятельной фигурой» в поддержании идиша в послевоенное время Как результат, уже в 1961 году дети говорили на идише лучше своих родителей.
В 1977 году община сатмарских хасидов приобрела большой участок земли в пределах города Монро, округ Ориндж, штат Нью-Йорк. В эти места рабби Йоэль решил переселить своих последователей, чтобы усилить изоляцию общины и спасти её от разлагающего влияния современного мегаполиса. В том же году в поселении, названном Кирьяс-Джоэль (англ. Kiryas Joel, ивр. קרית יואל‎, «городок Йоэля», самоназвание на идише Кирьес-Йойл), поселились 14 сатмарских хасидов. К 2006 году население городка превысило 3 000 человек. По данным переписи населения 2010 года в Кирьяс-Джоэль проживало 20 175 человек.
23 февраля 1968 года Тейтельбаум пережил инсульт, после которого был частично парализован и с трудом функционировал. Его вторая жена, Альте Фейга, пользуясь поддержкой части функционеров общины, управляла ею до смерти Йоэля 19 августа 1979 года.

## 1980—2006
Никто из детей Тейтельбаума не пережил его: все три дочери умерли при его жизни.
После долгих колебаний в правлении общины, несмотря на протесты вдовы Йоэля, наследником был назначен его племянник Мойше Тейтельбаум, второй сын Хаима-Цви. Он был назначен Ребе 8 августа 1980 года, в первую годовщину смерти своего дяди по еврейскому календарю. Подавляющее большинство хасидов приняли нового лидера, однако маленькая часть, под неофициальным предводительством Фейги, получившая название Бней-Йоэль, оказалась в оппозиции официальному лидеру. Напряжённые отношения привели к нескольким случаям насилия в 1980-е годы.
В 1984 году новый глава сатмарских хасидов назначил своего старшего сына, Арона, главным раввином Кирьес-Йоэл. Оба столкнулись с оппозицией внутри секты. Некоторые их обвиняли в диктаторских замашках и при этом недостаточном консерватизме.
В 1994 году Верховный суд США постановил, что границы школьного округа Кирьес-Йоэл, проведённые так, чтобы включать только сатмарских детей, нарушают первую поправку к конституции США.
До конца 1990-х годов наследником Ребе считался его старший сын, Арон Тейтельбаум. В 1999 году его третий сын, Залмен Тейтельбаум, был отозван от должности главного сатмарского раввина в Иерусалиме, и получил параллельный пост в крупнейшем анклаве секты, Вильямсбурге. Позже он был провозглашён преемником, и между братьями завязалась oжесточённая борьба. Аарон проживал в Кирьяс-Йоэл, где считался местной властью, в то время как Зальман властвовал в Вильямсбурге. После смерти Ребе в 2006 году обе группы объявили, что именно их лидера покойный Ребе объявил преемником. С тех пор Залмен и Арон вовлечены в продолжительные судебные споры, а движение разделено на две относительно отдельные секты, хотя на практике многие сатмарские хасиды избегают споров между братьями и считают себя "просто сатмарскими".

## Сатмар сегодня

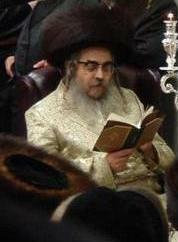
Арон Тейтельбаум

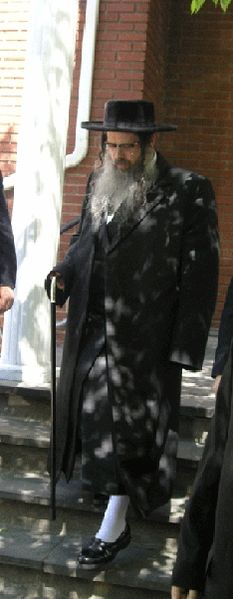
Зальман Тейтельбаум

На момент смерти Мойше Тейтельбаума, по внутренним оценкам, движение насчитывало 119 000 членов по всему миру, что делает его крупнейшей в мире хасидской группой. Похожее число — 120 000 — называет и социолог Сэмюэл Хейлман. В то же время антрополог Жак Гутвирт в 2004 году оценивал численность общины в 50 000 членов.
В 2006 году династия контролировала имущество стоимостью в один миллиард долларов США.
Две самые большие сатмарские общины располагаются в Вильямсберге в Бруклине (город Нью-Йорк) и городе Кирьяс-Йоэль (штат Нью-Йорк). Кроме того, значительные сатмарские общины находятся в Боро-Парк (Бруклин) и Монси (Нью-Йорк). Меньшие по численности общины находятся в ряде других городов Северной Америки (Лос-Анджелес, Лейквуд, Монреаль) и некоторых европейских городах (Антверпен, Лондон и Манчестер), а также в Аргентине, Австралии и Израиле).
Кроме двух главных конгрегаций — Аарона и Зальмана, также можно выделить группу главного ребе общины Монси Хаима-Йегуды Халберштама. В отличие от братьев Тейтельбаумов, Хальберштам не претендует на всю секту, но ведёт себя как хасидский ребе, включая принятие «квитл» (записки с просьбой к ребе о молитве) и устраивая «Тиш» (собрание хасидов у ребе). Ещё один сын Мойше Тейтельбаума, Липа Тейтельбаум, основал собственную конгрегацию, и называет себя зентерским раби, по названию города Сента в Сербии, где до Второй мировой войны его отец был раввином.

## Идеология
В группе принят строгий код скромности: женщины обязаны носить длинные юбки (но не слишком длинные, лишь прикрывающими на несколько сантиметров колено, консервативные одежды с длинными рукавами, закрытыми вырезами и длинными чулками. При этом широко распространены модные бизнес-костюмы консервативного покроя, популярные и среди американских христиан строгих толков. После брака они должны носить парик или платок (на практике чаще всего парик в общественных местах, в домашней обстановке зачастую платок или тюрбан). Некоторые сатмарские женщины носят так называемый "шпицл": платок с частичным париком-чёлкой. В синагоге принято прикрывать парик дополнительным платком или шляпой. В то время как в этом они не очень отличаются от других хасидских династий, Сатмарский ребе, как и некоторые другие, настаивал на том, что чулки женщин и девочек должны быть полностью непрозрачными. На практике у сатмарских хасидских женщин популярны светлокоричневые колготки, часто с чёрной стрелкой сзади (предположительно, в дань довоенной венгерской моде). Эта норма принята и у других хасидских групп австро-венгерского происхождения, которые чтут его авторитет. Тейтельбаум также выступал против современного религиозно-иудейского образования для девочек, и открыл сатмарскую школьную сеть «Байс-Рухл» прежде всего из опасений, что в противном случае многие отправили бы своих дочерей в школы сети «Байс-Янкев», которую он обвинял в связях с сионистами и обучению предметам, которые традиционно считаются мужскими. Так эти сети школ называются на современном сатмарском диалекте идиша, восходящем к говорам Австро-Венгрии. На современном иврите эти сети называются, соответственно, «Бейт-Рахель» и «Бейт-Яаков». Образовательная сеть Сатмара и дружественное сатмарским хасидам израильское религиозное объединение Эда Харедит (в сатмарском произношении - Айдэ Харайдис) в Израиле полностью независима, и получают финансирование из-за границы (прежде всего США). Тем не менее, на практике сатмарские школы для девочек в целом соответствуют образовательным нормам средних школ США, а сатмарские издательства публикуют множество религиозной литературы для женщин и девушек, написанной простым языком на идише.

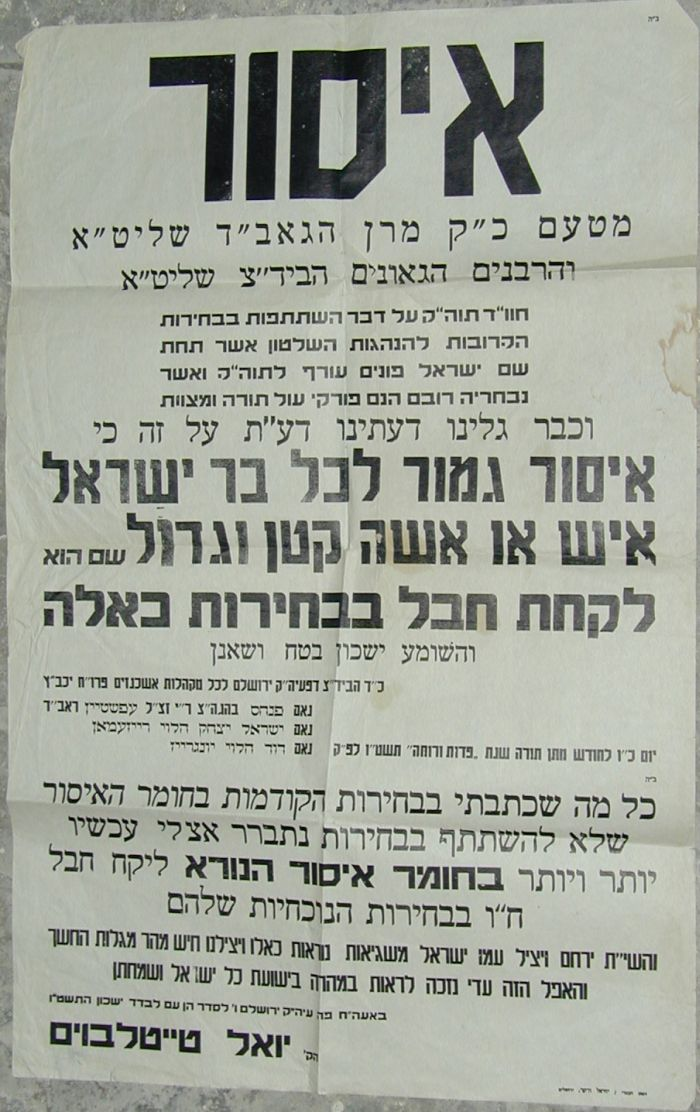
Плакат против выборов в Кнессет Израиля 1955 года.

Благодаря авторитету Тейтельбаума как авторитета в иудаизме, легендам о его личной святости и богатым сторонникам в США, он стал влиятельным лидером радикальных антисионистских направлений ортодоксального иудаизма. Тейтельбойм придерживался политики непризнания Государства Израиль, которой посвятил ряд сочинений, запрещая своим последователям в Израиле принимать участие в выборах и сотрудничать с государственными инстанциями. Когда в 1959 году Тейтельбаум посетил Израиль, для него был организован специальный поезд без израильской символики. Вслед за Тейтельбаумом, сатмарские хасиды категорически осуждают Яхадут ха-Тора и их сторонников за участие в израильской политике. Кроме того, он крайне негативно отзывался о религиозном сионизме и о его духовном наставнике Раввине Куке. Сатмарские лидеры выступают против репатриации евреев в Израиль. У сатмарских хасидов запрещено употребление в быту современного иврита, их традиционный еврейский язык ежедневного общения - идиш.
В 1967 году, когда Стена Плача и другие святые места попали под контроль Израиля после Шестидневной войны, р. Йоэль Тейтельбаум издал книгу «О спасении и о подмене» (על הגאולה ועל התמורה) (англ. Concerning Redeeming and Concerning Changing; Книга Руфи 4:7), где подробно аргументируется (в отличие от Хаббадского ребе Менахема Менделя Шнеерсона и других), что победа Израиля является не «чудом», но предсказуемой в силу военного преимущества израильской армии, и запретил молиться у Стены Плача, а также в некоторых других местах, чтобы не придавать легитимности израильской оккупации новых территорий.
Во многом поддерживая не имеющую к ним прямого исторического отношения общину Нетурей карта, Сатмар не всегда поддерживает их действия. Йоэль Тейтельбаум осудил их в 1967 году за сотрудничество с арабами, и в 2006 году раввинский суд группы Залмена-Лайба осудил участников конференции «Обзор Холокоста: глобальное видение».
Члены общины не получают социальной и финансовой помощи от государства Израиль, и осуждают тех несионистских ортодоксов, которые получают её.

## Сатмар и сионизм
Сатмарские хасиды (и так называемые Аройним, последователи р. Арона Тейтельбаума, и т.н. Залойним или "залис", последователи его родного брата Залмена-Лайба Тейтельбаума) остаются принципиальными противниками сионизма.
Тем не менее, небольшое количество сатмарских хасидов считают себя сионистами, и некоторые даже называют себя «национальными хасидами». Однако, учитывая значительный масштаб сатмарского движения в хасидизме, среди них встречаются с некоторой вероятностью и всевозможные другие отклонения от общинных устоев, как показано в немецко-американском мини-сериале "Неортодоксальная". Сионизм - лишь один из частных случаев поведения, которое со внутренней позиции сатмарских общин официально считается "девиантным".

## Организации

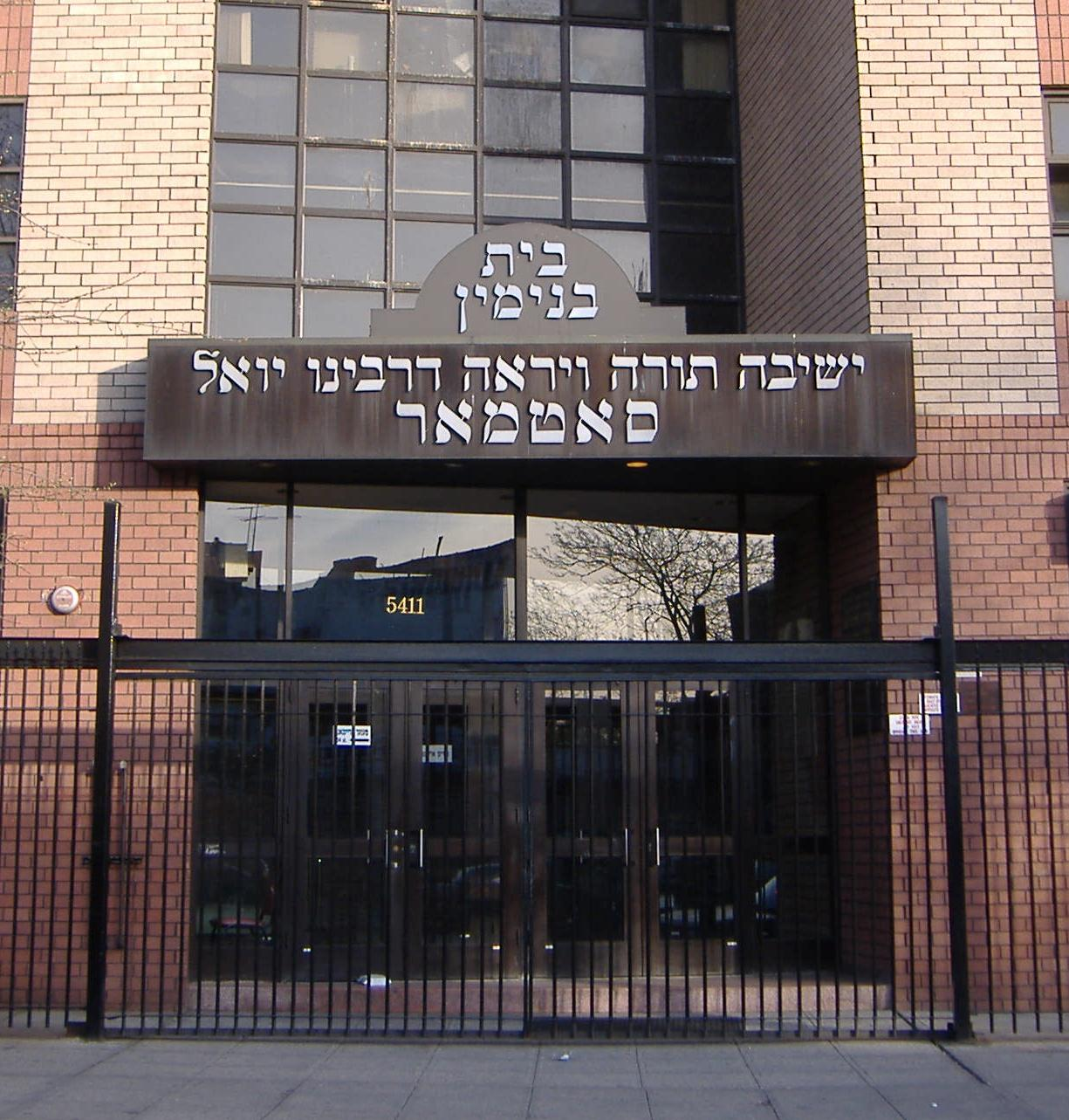
Вход в Сатмарскую ешиву в Бруклине.

Сатмарскому движению принадлежат многочисленные организации.
- Бикур-Хойлим — общество помощи госпитализированным евреям, вне зависимости от общинной принадлежности, основанное в 1957 году женой Сатмарского Ребе Фейгой.
- Рав Тув — общество помощи евреям в Советском Союзе, основанное в 1950-х годах. Сегодня организация помогает в основном евреям из Ирана и Йемена.
- Керен Хацола — благотворительная организация для поддержки ешив и бедных в Израиле.
- Сеть ешив для мальчиков (Torah VeYirah) и школ для девочек (Beis Rochel).
- Центральный раввинатский конгресс США и Канады — основан в 1953 году, предоставляет различные услуги, в том числе надзор за кашрутом.
- Сеть раввинатских судов.
- Конкурирующие газеты на идише Дер Ид (דער איד, группы Залмена-Лайба Тейтельбаума) и Дер Блат (דער בלאַט, группы Арона Тейтельбаума), а также целый ряд других периодических изданий на этом языке.

## В культуре
Жизнь в общине сатмарских хасидов Нью-Йорка описана в биографических книгах Деборы Фельдман «Неортодоксальная» и «Исход».

### Комментарии
1. ↑  По книге «Неортодоксальная» снят одноименный мини-сериала Netflix (2020 ).